# Гурген (царь Иберии)
Гурген (груз. გურგენი)— царь Иберии с 515 по 523 годы из династии Хосроидов. По мнению некоторых исследователей, отождествляется с Гуараму I, господствовавшим в конце VI века.

## История
О его родителях мало сведений. Предполагается, что после смерти царя Вахтанга Горгасали он сражался за власть с сыном последнего — Дачи, и стал царём в 502 или 506 году. Впрочем, византийские и грузинские источники преимущественно фиксируют 515 год как время восхождения на трон Гургена. Пришёл к власти благодаря византийскому императору Юстиниану I, с которым он заключил союз против Сасанидов. В 523 году в Иберию ворвалось иранское войско шахиншаха Кавада I, нанёсшее поражение Гургену. Эти события больше выписаны у Прокопия Кесарийского.
Гурген вместе с семьёй бежал сначала под защиту Цате I, царя Лазики, а затем перебрался в Константинополь. Персы утвердили на троне царя Дачи, власть и владение которого существенно ограничили.